# Sveti Vlas
Sveti Vlas (en búlgaro: Свети Влас) es una ciudad y balneario de Bulgaria en la provincia de Burgas.

## Geografía
Se encuentra a una altitud de 31 m s. n. m. a 466 km de la capital nacional, Sofía.

## Demografía
Según estimación 2012 contaba con una población de 3 909 habitantes.
|         | 2004 | 2005 | 2006  | 2007  | 2008  | 2009  | 2010  |
| Mujeres | s/d  | s/d  | 1 184 | 1 566 | 1 591 | 1 615 | 1 702 |
| Varones | s/d  | s/d  | 1 349 | 1 985 | 2 010 | 2 019 | 2 184 |
| Total   | s/d  | s/d  | 2 553 | 1 566 | 3 601 | 3 634 | 3 886 |